# Escudo de Santa Catarina
El escudo de armas del estado de Santa Catarina fue establecido por la ley n.º 126 del 15 de agosto de 1895, según el diseño de Henrique Boiteux. La misma ley también estableció la bandera del estado.
El artículo 2º de dicha ley dice que las armas consisten en una estrella de cinco puntas blanca, sobre la que se antepone un águila vista de frente, con las alas extendidas que sujeta con la garra derecha una llave y con la izquierda un ancla, encruzadas. Adornando su pecho tiene un escudo con la inscripción «17 de novembro» (en español:17 de noviembre) escrita horizontalmente. Rodean a la estrella una guirnalda de trigo en el lado izquierdo y una de cafeto en el lado derecho, ligadas en la parte inferior por un lazo rojo con las puntas flotantes, en el que aparece la inscripción: «Estado de Santa Catarina», en letras blancas. Y coronando la punta superior de la estrella hay un gorro frigio.

## Simbología
- El gorro frigio simboliza las fuerzas republicanas que gobiernan el país;
- El ramo de café simboliza la agricultura del litoral;
- El ramo de trigo simboliza los cultivos del interior;
- La llave representa que Santa Catarina es un punto estratégico de primer orden;
- El águila representa las fuerzas productivas;
- El escudo contiene la fecha del establecimiento de la república en Santa Catarina, el 17 de noviembre de 1889.